# 江上集落
江上集落（えがみしゅうらく）は、長崎県五島市の奈留島（なるしま）奈留町大串の江上地区のことで、いわゆる隠れキリシタン、最近の細かなな使い分けによれば「潜伏キリシタン」が切り拓いた集落である。集落内には重要文化財指定の江上天主堂がある。
江上の潜伏キリシタンは、開墾などに人手不足だった福江藩と領内にキリシタンがいることを周知していた大村藩が厄介払いしたいという双方の思惑から、1797年（寛政9年）に外海より4家族が移住してきたことに始まる。江上は島の中央北部に聳える早房山（253.2m）の南麓が大串湾に達し、河川が開削した奥行約300m×幅約100m足らずの平地（海抜0～30m）で、背後は遠命寺峠（139m）に阻まれており、海に面した入り江（大串湾）に立地する。入植当初はこの平地もタブノキに覆われており、海岸もわずかばかりの砂浜であったと伝わる。奈留島の広めの平地は地元の言葉で「ヂゲ（地下）」と呼ばれる仏教徒の先住者に占められており、移住してきた者は「ヒラキ」と呼ばれ無の状態から開墾しなければならず、猫の額ほどの土地に家屋を建て水田を設け、周囲の斜面は畑とした。この際、外海の出津集落や大野集落に見られる石積み技術が導入された。外海からの移住者はもともと漁師で、久賀島を隔てる奈留瀬戸での漁には制限があったものの、江上漁港が属す大串湾では湾奥のヂゲ集落である大串郷の漁業権が確立していなかったこともあり、目前の海に生活の糧を求めることができた。
1873年（明治6年）に禁教令は解かれたものの、1868年（明治元年）に発生した久賀島での「五島崩れ」の記憶も新しく信仰は隠し通していたが、1881年（明治14年）にフランス人司祭のオーギュスト・ブレル神父によって4家族全員が洗礼を受けカトリックに復帰した。1906年（明治39年）に最初の簡素な教会堂が集落内に建てられ、1918年（大正7年）に現在の江上天主堂が建てられた際には住民信者自身が高台の敷地を切り拓き、資材運搬など勤労奉仕に従事した。この頃には集落も40戸程（約200人）に増えており、明治30年代よりキビナゴ漁が最盛期を迎え漁師は潤っていたが、農家は世界恐慌の煽りで貧しさから抜け出せず天主堂建設には参加できずに泣く泣く再移住した者もいた。
現在では遠命寺峠トンネルを含む長崎県道168号奈留島線が開通し、交通の便は劇的に改善された。2010年（平成22年）時点で7世帯13人が暮らしているが、クリスチャンは3世帯9人のみ（教会守含む）である。漁業と畑作に従事する住民もいるが、島の町部で就労する者もいる。集落は久賀島から続く九州自然歩道の洋上道を経て上陸通過地点となっている。
もともと江上天主堂は2016年の第40回世界遺産委員会において世界遺産登録審査予定であった長崎の教会群とキリスト教関連遺産の構成資産であったが、ユネスコの諮問機関である国際記念物遺跡会議（イコモス）より「禁教期を重点にすべき」との指摘をうけ2016年2月9日に閣議了解で推薦が一旦取り下げられ、7月25日に文化庁文化審議会により改めて2018年の審査対象となった。この際、それまで構成資産の主体であった江上教会堂が禁教明けの大正時代に建てられたものであるため、再推薦では禁教期に潜伏キリシタンが構築した江上集落を主体とし、天主堂は集落に包括される形式となった。加えて文化庁は世界遺産に求められる完全性（法的保護根拠）として重要文化的景観を適用することを決めた。しかし、江上集落を除く世界遺産候補の各集落は既に重要文化的景観選定地となっている中、集落景観を形成する家屋の少なさ、かつて開拓された最初の入植地集落と水田は1908年（明治41年）に江上小学校の敷地として提供するため整地され失われ、畑の大半は耕作放棄地となり荒れ果て、海岸線は海岸侵食によりコンクリート護岸化、狭い集落内でひときわ目立つの廃校となった江上小学校の鉄筋コンクリート校舎による景観阻害など、重要文化的景観選定への問題もあり世界遺産登録後も選定には至っていなかったが、2022年3月15日に「五島列島における瀬戸を介した久賀島及び奈留島の集落景観」として久賀島に追加するかたちで重要文化的景観に選定された。
2018年6月30日、長崎と天草地方の潜伏キリシタン関連遺産の構成資産「奈留島の江上集落」として世界遺産登録が決定したが、前述のように集落景観に乏しいことから「（江上天主堂とその周辺）」（Egami Church and its Surroundings）という括弧付きの名称が併記された。江上天主堂と江上集落は「潜伏期の終焉からカトリックへの復帰の過程を可視的に示している」と評価された。
なお、江上集落の法的保護根拠には景観法の景観計画重点地区も適用されている。

## アクセス
奈留港ターミナルから丸濱産業が運行する奈留島バスの大串線（雛ノ浦行）で約20分の江上停留所下車、但し一日二往復しかなく地域住民優先のワンボックスカーであるため、通常は観光タクシーやレンタカーかレンタサイクルを利用するのが一般的。また、江上漁港と久賀島の五輪漁港の間を結ぶ海上タクシーの航路設定もある（要事前予約）。